# Get Your Wings
Get Your Wings es el segundo álbum de estudio de la banda de rock estadounidense Aerosmith, grabado desde el 17 de diciembre de 1973 al 14 de enero de 1974 en los estudios Record Plant de Nueva York, lugar donde habían grabado otros grandes artistas como los Rolling Stones o Led Zeppelin.

## Detalles
Como productor ejecutivo figuraba Bob Erzin, entonces en la cima gracias a sus trabajos con Alice Cooper. Pero con quienes desarrollaron una excelente relación fue con los ayudantes de Erzin, Ray Colcord y Jack Douglas. Este fue el inicio de una fructífera colaboración entre Jack Douglas y Aerosmith que duraría
cinco años y que crearía el característico sonido Aerosmithiano: limpio, refinado, pero potente, nunca pretencioso o recargado, sin solos largos faltos de dinámica, con un Joe Perry que opta por la pasión o por la intensidad en detrimento de lucimientos o filigramas; "Suelto y balanceante pero tan duro como un diamante".
El álbum salió a la venta en febrero de 1974 en los EE. UU. La portada contenía el primer logotipo del grupo -unas alas de muerciélago con una enorme "A"-, que habían estrenado un año antes en una de las banderas que colgaban siempre tras de sí en cada concierto.

## Lista de canciones
1. "Same Old Song and Dance" (Joe Perry/Steven Tyler) – 3:53
2. "Lord of the Thighs" (Tyler) – 4:14
3. "Spaced" (Perry, Tyler) – 4:21
4. "Woman of the World" (Darren Solomon, Tyler) – 5:49
5. "S.O.S. (Too Bad)" (Tyler) – 2:51
6. "Train Kept A-Rollin'" (Tiny Bradshaw, Howard Kay, Lois Mann) – 5:33
7. "Seasons of Wither" (Tyler) – 5:38
8. "Pandora's Box" (Joey Kramer, Tyler) – 5:43

## Canción por canción

### Same Old Song and Dance
La canción que abría el LP, Same Old Song and Dance, se identificaba con la quintaesencia del sonido de la banda, que contaba con un riff de Joe Perry pegadizo. Incluida en la mezcla se encontraba una discreta sección de viento en la que figuraban los conocidos hermanos Brecker. Same Old Song and Dance es hasta hoy una de las canciones más tocadas en los conciertos de Aerosmith, generalmente en la apertura.

### Lord of the Thighs
La segunda pista, "adelantada a su tiempo" según Perry y con Steven al piano era "Lord of the Thighs" (Señor de los muslos). El título era un juego de palabras en inglés con el de la célebre novela del Nobel William Golding "Lord of the Flies" (Señor de las moscas), aunque temáticamente no tenían relación alguna: la letra de Steven no se refería a niños perdidos si no a las atractivas prostitutas que merodeaban por el Ramada Inn, hotel en el que se alojaron durante la grabación del álbum.

### Spaced
Spaced tenía una intrigante melodía vocal y una curiosa letra. Trata acerca de un supuesto holocausto postnuclear, y Woman of the World, cierre de la cara A y en la que se incorporaban un fragmento del Rattlesnake Shake de la banda Fleetwood Mac, completaban el repertorio propio.

### S.O.S (Too Bad)
La canción que abría el lado B, S.O.S. (Too Bad), era una fusión de soul y hard rock de que contaba con un solo de Brad Whitford.

### Train Kept-A Rolling
A continuación, una canción que se convirtió en el cierre obligado de casi todos sus conciertos: el "Train Kept a Rollin'" de los Yarbirds. Una pieza que ha sido tocada por la banda más de seis mil veces y el epítome del espíritu de la banda según Perry. Su primera parte en tiempo más lento y la supuesta y acelerada toma en vivo que le sigue, resultaba bastante estéril respecto a la dinámica que mostraba sobre el escenario, donde Tyler hacía cantar al público la parte "all night long" del estribillo y cuya estructura era utilizada como vehículo de improvisaciones, incorporación de fragmentos de otras canciones e incluso el solo de batería de Joey.

### Seasons of Whiter
Seasons of Wither resulta una fantasmal balada de lograda atmósfera. Steven Tyler la escribió durante una depresión con una guitarra acústica que Joey Kramer había encontrado en la basura, de trastes que no se encontraban en buen estado y con la que Steven logró una afinación especial característica.

### Pandora's Box
Pandora's Box es el cierre del disco. En esta canción Joey Kramer se estrena como compositor, un boogie con resabios sexistas en la letra. Los hermanos Brecker, al igual que en Same Old Song and Dance, tocan la parte de viento aquí.

## Personal
- Tom Hamilton – bajo
- Joey Kramer – percusión, batería, voz
- Joe Perry – guitarra acoustica, guitarra, percusión, guitarra eléctrica, voz, guitarra de 12 cuerdas, guitarra y slide
- Steven Tyler – guitarra acústica en "Seasons of Wither", bajo, Armónica, percusión, piano en "Lord Of Thighs" y "Pandora's Box", teclado, voz
- Brad Whitford – guitarra eléctrica

### Personal adicional
- Michael Brecker – tenor de saxofón en "Same Old Song And Dance" y "Pandora's Box"
- Randy Brecker – trompeta en "Same Old Song And Dance"
- Stan Bronstein – saxofón de varios tonos en "Same Old Song And Dance" y "Pandora's Box"
- Jon Pearson – trombón en "Same Old Song And Dance"
- Ray Colcord – Teclados en "Spaced"

### Personal de producción
- Productores: Jack Douglas y Ray Colcord en "The Record Plant"
- Productores Ejecutivos: Bob Ezrin
- Ingenieros: Jack Douglas, Jay Messina, Rod O'Brien
- Dirección: David Krebs, Frank Connolly, Steve Leber

### Personal de remasterización
- Productor de Remasterización: Don DeVito
- Ingeniero de Remasterización: Vic Anesini
- Diseño de Paquetes: Lisa Sparagano, Ken Fredette
- Fotografía: Jimmy Ienner, Jr.
- Diseño del Collage: Leslie Lambert
- Supervisión de Arte: Joel Zimmerman

## Posiciones
Álbum
| Año  | Tabla                | Posición |
| ---- | -------------------- | -------- |
| 1975 | Albums Pop Billboard | 74       |

## Premios
| Organización  | Nivel      | Fecha                   |
| ------------- | ---------- | ----------------------- |
| RIAA – USA    | Oro        | 18 de abril de 1975     |
| CIA – Canadá  | Oro        | 1 de noviembre de 1976  |
| CRIA – Canadá | Platino    | 1 de mayo de 1979       |
| RIAA – USA    | Platino    | 21 de noviembre de 1986 |
| RIAA – USA    | 2X Platino | 21 de noviembre de 1986 |
| RIAA – USA    | 3X Platino | 26 de febrero de 2001   |

- Datos: Q222777